# HD 77692
HD 77692，又名BD+59 1217，SAO 27121、HR 3608，是一颗恒星，视星等为6.45，位于銀經156.59，銀緯40.15，其B1900.0坐标为赤經8h 58m 57.2s，赤緯+59° 40.15′ 36″。